# Хула (фильм)
«Хула» (англ. Hula) — немой чёрно-белый фильм 1927 года.

## Сюжет
Дочь богатого гавайского плантатора, экзотическая красавица Хула Калхун, влюбляется в молодого англичанина-инженера Энтони Холдена, который приехал руководить строительством дамбы на землях её отца. Холден женат и потому держится на расстоянии от девушки. На вечеринке в честь дня её рождения убитая горем девушка сначала возвращается к своему бывшему ухажеру Гарри Дехану, а затем напивается и исполняет для Холдена соблазнительный танец.
Энтони больше не может противиться её чарам и обещает развестись, но тут на плантацию неожиданно приезжает его жена. Ревнуя, Хула подкупает одного из строителей, чтобы тот взорвал дамбу. Жена Энтони, считая, что карьера её мужа разрушена, соглашается на развод, и таким образом ничто более не препятствует любви Хулы и Холдена.

## В ролях
| Актёр            | Роль            |
| ---------------- | --------------- |
| Клара Боу        | Хула Калхун     |
| Клайв Брук       | Энтони Холден   |
| Арлетт Маршаль   | мисис Бейн      |
| Патриция Дюпон   | Маргарет Холден |
| Агостино Боргато | дядя Эдвин      |
| Арнольд Кент     | Гарри Дехан     |